# Modasa
Pour l’entreprise péruvienne, voir Modasa (entreprise).
 (avril 2024).
Modasa est une ville indienne et une municipalité du district de Aravalli dans l’État de Gujarat.
Elle est un centre économique important pour la région, exportant les fruits de l’agriculture locale au niveau provincial et national. Elle est aussi un centre important pour l’éducation.

## Démographie
Au recensement de 2001, Modasa comptait 90 000 habitants (51 % d’hommes), dont 13 % en dessous de 6 ans. Son taux d’alphabétisation avoisinait les 74 % (81 % pour les hommes, 61 % pour les femmes), plus que le taux national (59,5 %).

## Éducation

### Hautes écoles
- Shri K N Shah Modasa High School
- J B Shah English Medium School
- Saraswati Bal Mandir
- Shri H.L. Patel Sarswati Vidhyalay
- Shri C.G. Butala & shri B.V.Butala Sarvodaya High School
- Shri Swaminarayan Bal Mandir
- bright Junior science collage
- genius educational institute
- Makhdum High School
- Madni High School
- Karimiyah Girls High School
- Ghanchi High School
- Radiance English Medium School

### Facultés
- Shri M V Shah Pharmacy College
- Government Engineering College
- Shri N.S. Patel Law College
- B.M. Shah Pharmacy College
- B.D. Shah College Of Education
- Shri S.K.Shah & Shrikrishna O.M. Arts College
- Sir P.T. Science College
- H.S. Shah College of Commerce
- B.B.A College
- B.C.A College
- Tatva institute of technology

## Personnalités
- Anees Bazmee – Le directeur de Bollywood est originaire de Modasa.